# أيام ميدوري
أيام ميدوري (باليابانية: 美鳥の日々، بالروماجي: Midori no Hibi) هي سلسلة مانغا يابانية من تأليف كازورو إينوي. نشرت من قبل شوغاكوكان في مجلة شونن سندي الأسبوعية منذ 18 سبتمبر عام 2002 حتى 21 يوليو عام 2004. تم تجميع فضول المانغا في 8 مجلدات تانكوبون، نشرت في
18 يناير عام 2003 حتى 18 أكتوبر عام 2004. أنتجت إلى مسلسل أنمي ياباني من قبل استوديو بيرو، عرض الأنمي في 4 أبريل عام 2004 واستمر عرضه في 27 يونيو عام 2004، وتكون من 13 حلقة.

## القصة
تدور أحداث القصة سيجي ساوامورا هو طالب في المدرسة الثانوية درجاته سيئة جدًا لأنه يميل إلى حماية الطلاب الأضعف من المتنمرين، لكن عدد قليل من زملاءه يحبونه. ميدوري كاسوغانو هي طالبة من مدرسة أخرى تحبه بخجل من بعيد. ولأن الجميع يخافون منه أصبح من المستحيل عليه العثور على صديقة. في حالة يأس، يقول لنفسه إنه يريد صديقة بغض النظر عمن تكون، ثم يجد ميدوري صغيرة متصلة بيده اليمنى، ويحاول سيجي إعادتها إلى جسدها الحقيقي.

## الشخصيات

### الشخصيات الرئيسية
ميدوري كاسوغانو (باليابانية: 春日野 美鳥، بالروماجي: Kasugano Midori)
أداء صوتي: ماي ناكاهارا
سيجي ساوامورا (باليابانية: 沢村 正治، بالروماجي: Sawamura Seiji)
أداء صوتي: كيشو تانياما، تشيوا سايتو (أيام الشباب)

### شخصيات أخرى
تاكاكو أياسي (باليابانية: 綾瀬 貴子، بالروماجي: Ayase Takako)
أداء صوتي: ريكو تاكاغي
رين ساوامورا (باليابانية: 沢村 凛، بالروماجي: Sawamura Rin)
أداء صوتي: أتسكو يويا، ميكاكو تاكاهاشي (أيام الطفولة)
كوتا شينغيوجي (باليابانية: 真行寺 耕太، بالروماجي: Shingyōji Kōta)
أداء صوتي: ريي كوغيميا
أوسامو مياهارا (باليابانية: 宮原 オサム، بالروماجي: Miyahara Osamu)
أداء صوتي: هيروفومي نوجيما
شويتشي تاكاميزاوا (باليابانية: 高見沢 修一، بالروماجي: Takamizawa Shūichi)
أداء صوتي: يوجي أويدا
شيوري تسوكيشيما (باليابانية: 月島 栞، بالروماجي: Tsukishima Shiori)
أداء صوتي: يوكاري تامورا
هاروكا كاسوغانو (باليابانية: 春日野 遥، بالروماجي: Kasugano Haruka)
أداء صوتي: ساياكا أوهارا

## وصلات خارجية
- Official website على موقع واي باك مشين (نسخة محفوظة 2006-12-11) باللغة اليابانية
- Official manga website at Web Sunday على موقع واي باك مشين (نسخة محفوظة 2004-10-11) باللغة اليابانية
- باللغة اليابانية
- Official anime website at Tokyo MX على موقع واي باك مشين (نسخة محفوظة 2010-05-21) باللغة اليابانية
- أيام ميدوري على موقع ANN manga (الإنجليزية)